# Flavicorniculum hamiforceps
Flavicorniculum hamiforceps là một loài ruồi trong họ Tachinidae.